# Lincoln Red Imps Football Club

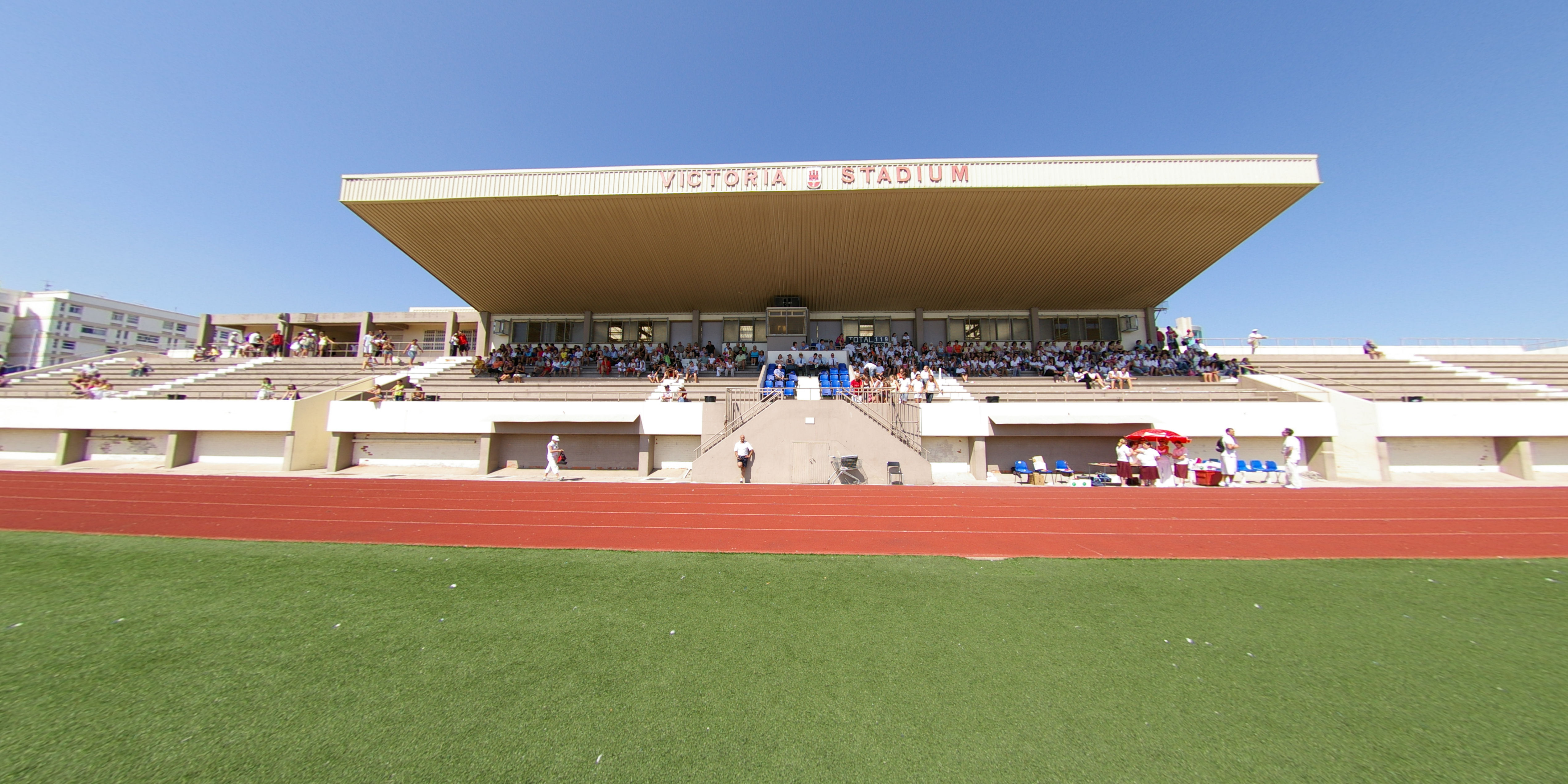
Lincoln Red Imps comparte el Estadio Victoria con los demás equipos de Gibraltar.

Lincoln Red Imps Football Club es un club de fútbol de Gibraltar. El club es el más importantes del país al ser el máximo ganador de la Primera División (29 títulos) y de la Rock Cup (20 títulos), también tiene 18 títulos de la Copa de la Primera División y 12 títulos de la Copa Pepe Reyes. Con Totalidad de 79 Torneos nacionales.
En el inicio de la temporada 2017-18 el club anunció su admisión a la Asociación de Clubes Europeos, siendo de esta manera el primer club de Gibraltar en integrar dicha asociación.
Junto al Skonto Riga de Letonia, es el equipo europeo que más ligas consecutivas ha conseguido ganar, un total de 14. A nivel mundial, solo les supera el club Tafea F.C., de Vanuatu, con 15 ligas ganadas consecutivamente.

## Historia
El club fue fundado el 30 de noviembre de 1976 por Charles Polson y jugó por primera vez en la Cuarta División de Gibraltar. Aquel equipo estuvo integrado principalmente por exjugadores de Blue Batons (equipo juvenil de la policía local), Glacis United y St. Jago.

### Primera época de oro (1984 - 1994)
El club debutó en Primera División en la temporada 1984-85 con una excelente participación que terminó en un campeonato compartido con Glacis United. El título de 1985 fue apenas el primero de los siete (1985, 1986, 1990, 1991,1992,1993,1994) que consiguió el entre 1984 y 1994.
Durante esa década el club fue dirigido por el entrenador Charles Head y contó con la participación destacada de jugadores como: Stephen Head, Mario Vera, Andrew Serra, Wilfred Gavito, Ian Payas, Frank Barton, Terence Polson, Mick McElwee, Francis Caruana, Derek Alman y Denis López.

### Recambio y reestructuración (1995 - 2002)
Después de la primera época de oro empezó un proceso de recambio y reestructuración que implicó el reemplazo de los jugadores mayores por los más jóvenes; con este proceso a cuestas y con el retiro de buenos jugadores por edad el club entró en un periodo de recesión que se evidenció en la obtención de apenas un título (2001) en siete años. Sin embargo la política de apostar por los jóvenes dio resultado en el inicio del siglo XXI.

### Segunda época de oro (2003 - 2016)
En el inicio de esta época la Academia Juvenil de Lincoln (Lincoln Youth Academy) aportó, primero, jugadores como: Ernest Galliano, Danny Bonfiglio, Graham Álvez, Robert Guiling, Leigh Ghio, Christian Sánchez, Dwayne Robba, Daniel Duarte y posteriormente la Generación Dorada de Gibraltar, que se convirtió además en el eje de la selección nacional, integrada por jugadores como: Roy Chipolina, Ryan Casciaro, Lee Casciaro, Sean Duarte, Christian Bárbara, Mark Casciaro, Philip Davitt, Brian Pérez, John-Paul Duarte, Pitu Anes, Lee Muscat, Tarik Chrayeh, Kyle Casciaro, Neal Medina y Jordan Pérez.
Con el increíble equipo que se fue armando de a poco, Lincoln se fortaleció al punto de dominar de manera absoluta la Primera División ganando todos los campeonatos (14 en total) entre 2003 y 2016; 11 de los 14 campeonatos Rock Cup; 8 de los 13 campeonatos de Copa Pepe Reyes y en la Copa de la Primera División obtuvo 5 de los 10 campeonatos disputados.
Con la obtención, en Primera División, de los 14 títulos de manera consecutiva Lincoln superó el récord de Glacis United, que había ganado 9 títulos (de manera consecutiva) entre 1966 y 1974. Además con la obtención del título número 20 en la temporada 2013-14, Lincoln superó, en la cantidad de títulos obtenidos, a                Prince of Wales (19) y se convirtió en el máximo ganador de Primera División.

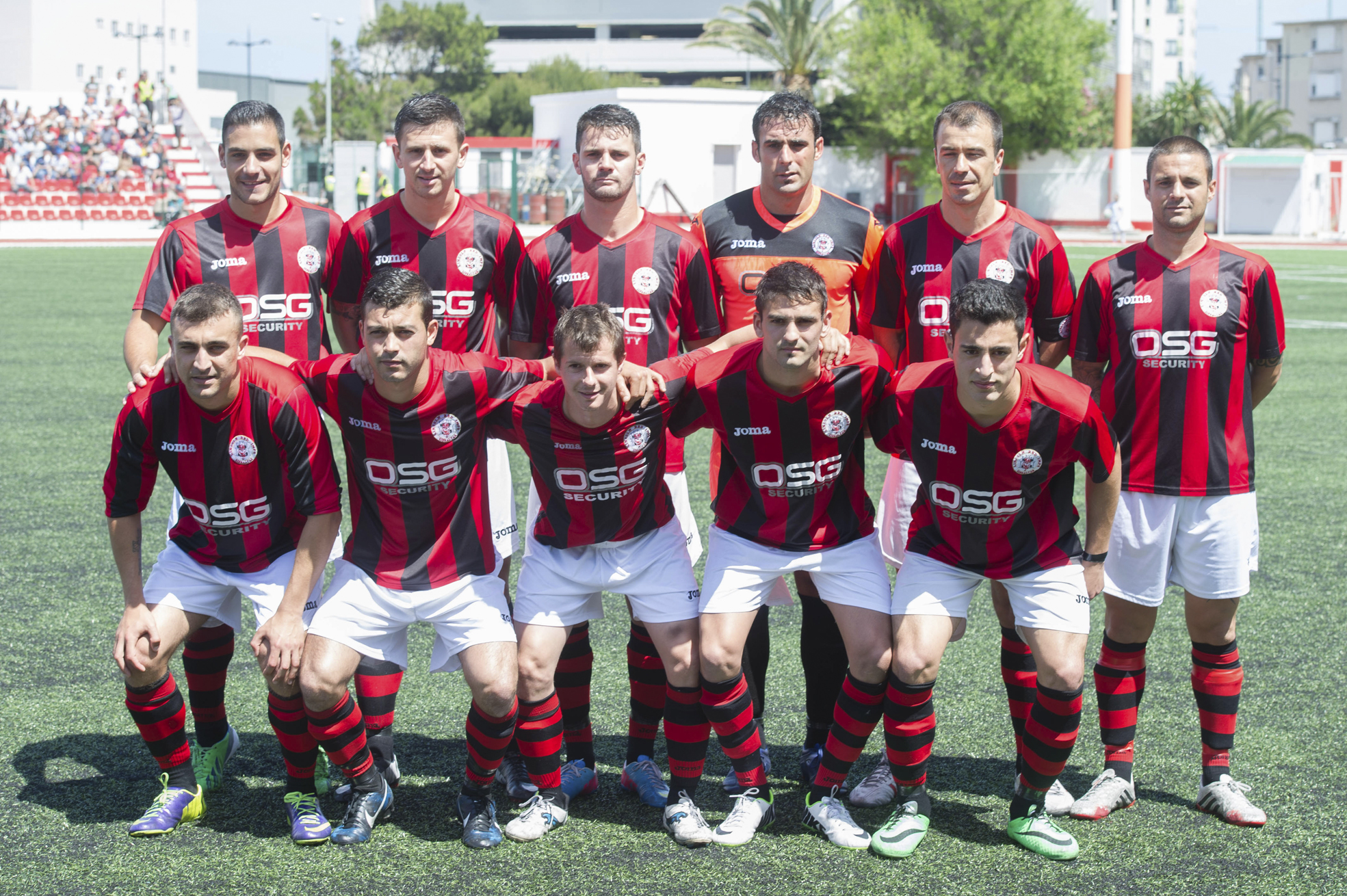
Jugadores de Lincoln Red Imps en mayo de 2014

Sobre el final de esta etapa el club sumo jugadores de realce como: Joseph y Kenneth Chipolina, George Cabrera y jugadores mucho más jóvenes como Anthony Bardon, Jean-Carlos García, Leon Clinton, Dean Torrilla y Alain Pons.

#### Temporada 2013-14
La temporada inició con la derrota del club en la Supercopa de 2013 por 2 - 0 frente a St. Joseph's; en Primera División se coronó campeón con 36 puntos, luego de 14 jornadas en las que ganó 11 partidos y empató 3. Durante la temporada y con la adhesión de la Asociación de Fútbol de Gibraltar a la UEFA se supo que el ganador de este torneo se clasificaría para la Liga de Campeones de la UEFA 2014-15, con lo cual Lincoln se aseguraba ser el primer representante de Gibraltar en el torneo. En la Rock Cup quedó eliminado en semifinales al caer por 2 - 0 frente a Gibraltar Lions.

#### Temporada 2014-15
La temporada 2014-15 empezó con la histórica participación de Lincoln en la primera ronda previa de la Liga de Campeones de la UEFA 2014-15. El sorteo determinó que le rival para el debut fuese el HB Tórshavn de las Islas Feroe, que finalmente ganó la serie con un global de 6 - 3. En la Supercopa se coronó campeón luego de vencer a St. Joseph's por 11 - 10 en la tanda de penales, tras haber empatado 2 - 2 durante los noventa minutos reglamentarios y los 30 de la prórroga, en la Primera División se coronó campeón con 58 puntos obtenidos en 21 partidos; con lo cual, además, se clasificó para la Liga de Campeones de la UEFA 2015-16. También se coronó campeón de la Rock Cup 2015 tras vencer , en la final, a Lynx por 4 - 1. 

#### Temporada 2015-16
En la Liga de Campeones Lincoln eliminó en primera ronda al Santa Coloma de Andorra con un global de 2 - 1 y logró de esta manera clasificarse por primera vez para la segunda ronda de clasificación. En la segunda ronda fue eliminado por el Midtjylland de Dinamarca con un global de 3 - 0. En la Supercopa se proclamó campeón luego de vencer por 3 - 2 a Europa, en la Premier League se coronó campeón con 76 puntos en 27 partidos jugados y en la Rock Cup fue campeón luego de vencer a Europa por 2 - 0.

#### Lista de los logros de la segunda época dorada
| \| Temporada \| Primera División \| Rock Cup \| Copa Pepe Reyes \| Copa de la Primera División \| Logro \| Otros datos \| \| --------- \| ---------------- \| -------- \| --------------- \| --------------------------- \| ----------- \| ------------------------------------------------------------------------------------------------------------- \| \| 2002-03 \| Campeón \| \| \| Campeón \| \| \| \| 2003-04 \| Campeón \| Campeón \| Campeón \| Campeón \| Cuadruplete \| \| \| 2004-05 \| Campeón \| Campeón \| \| Campeón \| Doblete \| Obtiene su 7.° título de Rock Cup y se vuelve el más ganador del torneo al superar a St. Joseph's (6 títulos) \| \| 2005-06 \| Campeón \| Campeón \| \| Campeón \| Doblete \| \| \| 2006-07 \| Campeón \| Campeón \| Campeón \| Campeón \| Cuadruplete \| \| \| 2007-08 \| Campeón \| Campeón \| Campeón \| Campeón \| Cuadruplete \| \| \| 2008-09 \| Campeón \| Campeón \| Campeón \| \| Triplete \| \| \| 2009-10 \| Campeón \| Campeón \| Campeón \| \| Triplete \| \| \| 2010-11 \| Campeón \| Campeón \| Campeón \| Campeón \| Cuadruplete \| \| \| 2011-12 \| Campeón \| \| \| Campeón \| \| Obtiene su 10.° título consecutivo y supera el récord de Glacis United (9 consecutivos). \| \| 2012-13 \| Campeón \| \| \| Campeón \| \| \| \| 2013-14 \| Campeón \| Campeón \| Campeón \| Campeón \| Cuadruplete \| Obtiene su 20.° título de Primera División y supera el récord de títulos de Prince of Wales F. C. (19 títuos) \| \| 2014-15 \| Campeón \| Campeón \| Campeón \| \| Triplete \| \| \| 2015-16 \| Campeón \| Campeón \| Campeón \| \| Triplete \| \| |                  |          |                 |                             |             | |
| Temporada | Primera División | Rock Cup | Copa Pepe Reyes | Copa de la Primera División | Logro       | Otros datos                                                                                                   |
| 2002-03 | Campeón          |          |                 | Campeón                     |             | |
| 2003-04 | Campeón          | Campeón  | Campeón         | Campeón                     | Cuadruplete | |
| 2004-05 | Campeón          | Campeón  |                 | Campeón                     | Doblete     | Obtiene su 7.° título de Rock Cup y se vuelve el más ganador del torneo al superar a St. Joseph's (6 títulos) |
| 2005-06 | Campeón          | Campeón  |                 | Campeón                     | Doblete     | |
| 2006-07 | Campeón          | Campeón  | Campeón         | Campeón                     | Cuadruplete | |
| 2007-08 | Campeón          | Campeón  | Campeón         | Campeón                     | Cuadruplete | |
| 2008-09 | Campeón          | Campeón  | Campeón         |                             | Triplete    | |
| 2009-10 | Campeón          | Campeón  | Campeón         |                             | Triplete    | |
| 2010-11 | Campeón          | Campeón  | Campeón         | Campeón                     | Cuadruplete | |
| 2011-12 | Campeón          |          |                 | Campeón                     |             | Obtiene su 10.° título consecutivo y supera el récord de Glacis United (9 consecutivos).                      |
| 2012-13 | Campeón          |          |                 | Campeón                     |             | |
| 2013-14 | Campeón          | Campeón  | Campeón         | Campeón                     | Cuadruplete | Obtiene su 20.° título de Primera División y supera el récord de títulos de Prince of Wales F. C. (19 títuos) |
| 2014-15 | Campeón          | Campeón  | Campeón         |                             | Triplete    | |
| 2015-16 | Campeón          | Campeón  | Campeón         |                             | Triplete    | |

### Actualidad (2016 en adelante)

#### Temporada 2016-17
En la Liga de campeones Lincoln eliminó en la primera ronda previa a Flora Tallinn de Estonia con un global de 3 - 2 y avanzó a la segunda ronda previa donde lo esperaba el Celtic de Glasgow, Escocia; de manera sorprendente en el partido de ida Lincoln logró ganar por 1 - 0 causando el asombro del mundo entero, sin embargo cayó en la vuelta por 3 - 0 y fue eliminado con un glogal de 3 - 1. En la Copa Pepe Reyes fue derrotado por Europa por 2 - 0, en Primera División terminó en segundo lugar con 72 puntos en 27 partidos jugados, tan solo un punto por detrás de Europa que fue el campeón y en Rock Cup perdió la final frente a Europa por 3 - 0; de esta manera cerro la peor campaña en más de dos décadas. Al final de la temporada Lincoln perdió todos los campeonatos que había ganado una temporada antes.

#### Temporada 2017-18
En Liga Europa fue eliminado en la primera ronda previa por el AEK Larnaca de Chipre con un global de 6-1. El 5 de septiembre anunció su adhesión a la Asociación de Clubes Europeos, convirtiéndose así en el primer club de Gibraltar en formar parte de dicha asociación. El 24 de septiembre enfrentó al Europa en la Copa Pepe Reyes, que tras un 2-2 en los 120 minutos, con una increíble participación del portero español Manuel Soler, quien detuvo tres disparos de manera consecutiva, Lincoln Red Imps se consagró campeón al ganar la tanda de penales por 3 - 1. También fue de nuevo campeón de la Primera División de Gibraltar 2017-18.

#### Temporada 2018-19
En esta ocasión, el Lincoln Red Imps conquistó su 24° título de liga. Anteriormente había perdido en el mes agosto la Supercopa frente al Europa.

#### Temporada 2019-20
Bendecido sean los que leen esta noticia tan importante. El equipo se vio en la penosa necesidad de retirarse. Ya que no tenía el dinero para seguir con sus gastos y pagamos a sus jugadores. Para así continuar la otra temporada como unos campeones

## Participación en torneos internacionales

### Liga de Campeones de la UEFA
Lincoln Red Imps ha participado de la Liga de Campeones en tres oportunidades en las temporadas 2014-15 (como debutante), 2015-16, 2016-17; en todas ellas partiendo desde la primera ronda previa y superándola en las dos últimas. Lincoln es además es primer club de Gibraltar que ha participado de este torneo y el único que ha alcanzado la segunda ronda previa. 
El hecho más sorprendente de toda su participación en el torneo fue la victoria 1 - 0 sobre Celtic durante el partido de ida de la segunda ronda previa en la edición 2016-17, aunque finalmente Celtic logró revertir el marcador con un 3 – 0 en la vuelta y clasificarse el hecho causó asombro mundial.
| Club             | PJ | PG | PE | PP | GF | GC | DG | Pts. |
| ---------------- | -- | -- | -- | -- | -- | -- | -- | ---- |
| Lincoln Red Imps | 17 | 5  | 3  | 9  | 20 | 26 | –6 | 18   |

| \| N.° \| Ronda \| Equipo 1 \| Global \| Equipo 2 \| Ida \| Vuelta \| \| \| ------------------------------ \| ------------------------------------ \| ------------------------------------ \| ------------------------------------ \| ------------------------------------ \| ------------------------------------ \| ------------------------------------ \| ------------------------------------ \| \| \| \| \| \| \| \| \| \| \| 1 \| Liga de Campeones de la UEFA 2014-15 \| Liga de Campeones de la UEFA 2014-15 \| Liga de Campeones de la UEFA 2014-15 \| Liga de Campeones de la UEFA 2014-15 \| Liga de Campeones de la UEFA 2014-15 \| Liga de Campeones de la UEFA 2014-15 \| \| \| Primera Ronda Previa[26][27] \| Primera Ronda Previa[26][27] \| Lincoln Red Imps \| 3 – 6 \| HB Tórshavn \| 1 – 1 \| 2 – 5 \| \| \| 2 \| Liga de Campeones de la UEFA 2015-16 \| Liga de Campeones de la UEFA 2015-16 \| Liga de Campeones de la UEFA 2015-16 \| Liga de Campeones de la UEFA 2015-16 \| Liga de Campeones de la UEFA 2015-16 \| Liga de Campeones de la UEFA 2015-16 \| \| \| Primera Ronda Previa[28][29] \| Primera Ronda Previa[28][29] \| Lincoln Red Imps \| 2 – 1 \| Santa Coloma \| 0 – 0 \| 2 – 1 \| \| \| Segunda Ronda Previa[30][31] \| Segunda Ronda Previa[30][31] \| Lincoln Red Imps \| 0 – 3 \| Midtjylland \| 0 – 1 \| 0 – 2 \| \| \| 3 \| Liga de Campeones de la UEFA 2016-17 \| Liga de Campeones de la UEFA 2016-17 \| Liga de Campeones de la UEFA 2016-17 \| Liga de Campeones de la UEFA 2016-17 \| Liga de Campeones de la UEFA 2016-17 \| Liga de Campeones de la UEFA 2016-17 \| \| \| Primera Ronda Previa[32][33] \| Primera Ronda Previa[32][33] \| Lincoln Red Imps \| 3 – 2 \| Levadia Tallinn \| 1 – 2 \| 2 – 0 \| \| \| Segunda Ronda Previa[34][35] \| Segunda Ronda Previa[34][35] \| Lincoln Red Imps \| 1 – 3 \| Celtic \| 1 – 0 \| 0 – 3 \| \| \| 4 \| Liga de Campeones de la UEFA 2018-19 \| Liga de Campeones de la UEFA 2018-19 \| Liga de Campeones de la UEFA 2018-19 \| Liga de Campeones de la UEFA 2018-19 \| Liga de Campeones de la UEFA 2018-19 \| Liga de Campeones de la UEFA 2018-19 \| \| \| Ronda preliminar - semifinales \| Ronda preliminar - semifinales \| Lincoln Red Imps \| 2 – 0 \| La Fiorita \| n/a \| n/a \| \| \| Ronda preliminar - final \| Ronda preliminar - final \| Lincoln Red Imps \| 1 – 4 \| Drita \| n/a \| n/a \| \| \| 5 \| Liga de Campeones de la UEFA 2019-20 \| Liga de Campeones de la UEFA 2019-20 \| Liga de Campeones de la UEFA 2019-20 \| Liga de Campeones de la UEFA 2019-20 \| Liga de Campeones de la UEFA 2019-20 \| Liga de Campeones de la UEFA 2019-20 \| \| \| Ronda Preliminar - semifinales \| Ronda Preliminar - semifinales \| Lincoln Red Imps \| 0 – 1 \| Feronikeli \| n/a \| n/a \| \| \| 6 \| Liga de Campeones de la UEFA 2021-22 \| Liga de Campeones de la UEFA 2021-22 \| Liga de Campeones de la UEFA 2021-22 \| Liga de Campeones de la UEFA 2021-22 \| Liga de Campeones de la UEFA 2021-22 \| Liga de Campeones de la UEFA 2021-22 \| \| \| Primera Ronda Previa \| Primera Ronda Previa \| Lincoln Red Imps \| 7 – 2 \| Fola Esch \| 2 – 2 \| 5 – 0 \| \| \| Segunda ronda previa \| Segunda ronda previa \| Lincoln Red Imps \| 1 – 4 \| CFR Cluj \| 1 – 2 \| 0 – 2 \| \| \| 7 \| Liga de Campeones de la UEFA 2022-23 \| Liga de Campeones de la UEFA 2022-23 \| Liga de Campeones de la UEFA 2022-23 \| Liga de Campeones de la UEFA 2022-23 \| Liga de Campeones de la UEFA 2022-23 \| Liga de Campeones de la UEFA 2022-23 \| Liga de Campeones de la UEFA 2022-23 \| \| Primera Ronda Previa \| Primera Ronda Previa \| Lincoln Red Imps \| 2 – 3 \| KF Shkupi \| 0 - 3 \| 2 - 0 \| \| |                                      |                                      |                                      |                                      |                                      |                                      |                                      |
| N.° | Ronda                                | Equipo 1                             | Global                               | Equipo 2                             | Ida                                  | Vuelta                               |                                      |
| |                                      |                                      |                                      |                                      |                                      |                                      |                                      |
| 1 | Liga de Campeones de la UEFA 2014-15 | Liga de Campeones de la UEFA 2014-15 | Liga de Campeones de la UEFA 2014-15 | Liga de Campeones de la UEFA 2014-15 | Liga de Campeones de la UEFA 2014-15 | Liga de Campeones de la UEFA 2014-15 |                                      |
| Primera Ronda Previa | Primera Ronda Previa                 | Lincoln Red Imps                     | 3 – 6                                | HB Tórshavn                          | 1 – 1                                | 2 – 5                                |                                      |
| 2 | Liga de Campeones de la UEFA 2015-16 | Liga de Campeones de la UEFA 2015-16 | Liga de Campeones de la UEFA 2015-16 | Liga de Campeones de la UEFA 2015-16 | Liga de Campeones de la UEFA 2015-16 | Liga de Campeones de la UEFA 2015-16 |                                      |
| Primera Ronda Previa | Primera Ronda Previa                 | Lincoln Red Imps                     | 2 – 1                                | Santa Coloma                         | 0 – 0                                | 2 – 1                                |                                      |
| Segunda Ronda Previa | Segunda Ronda Previa                 | Lincoln Red Imps                     | 0 – 3                                | Midtjylland                          | 0 – 1                                | 0 – 2                                |                                      |
| 3 | Liga de Campeones de la UEFA 2016-17 | Liga de Campeones de la UEFA 2016-17 | Liga de Campeones de la UEFA 2016-17 | Liga de Campeones de la UEFA 2016-17 | Liga de Campeones de la UEFA 2016-17 | Liga de Campeones de la UEFA 2016-17 |                                      |
| Primera Ronda Previa | Primera Ronda Previa                 | Lincoln Red Imps                     | 3 – 2                                | Levadia Tallinn                      | 1 – 2                                | 2 – 0                                |                                      |
| Segunda Ronda Previa | Segunda Ronda Previa                 | Lincoln Red Imps                     | 1 – 3                                | Celtic                               | 1 – 0                                | 0 – 3                                |                                      |
| 4 | Liga de Campeones de la UEFA 2018-19 | Liga de Campeones de la UEFA 2018-19 | Liga de Campeones de la UEFA 2018-19 | Liga de Campeones de la UEFA 2018-19 | Liga de Campeones de la UEFA 2018-19 | Liga de Campeones de la UEFA 2018-19 |                                      |
| Ronda preliminar - semifinales | Ronda preliminar - semifinales       | Lincoln Red Imps                     | 2 – 0                                | La Fiorita                           | n/a                                  | n/a                                  |                                      |
| Ronda preliminar - final | Ronda preliminar - final             | Lincoln Red Imps                     | 1 – 4                                | Drita                                | n/a                                  | n/a                                  |                                      |
| 5 | Liga de Campeones de la UEFA 2019-20 | Liga de Campeones de la UEFA 2019-20 | Liga de Campeones de la UEFA 2019-20 | Liga de Campeones de la UEFA 2019-20 | Liga de Campeones de la UEFA 2019-20 | Liga de Campeones de la UEFA 2019-20 |                                      |
| Ronda Preliminar - semifinales | Ronda Preliminar - semifinales       | Lincoln Red Imps                     | 0 – 1                                | Feronikeli                           | n/a                                  | n/a                                  |                                      |
| 6 | Liga de Campeones de la UEFA 2021-22 | Liga de Campeones de la UEFA 2021-22 | Liga de Campeones de la UEFA 2021-22 | Liga de Campeones de la UEFA 2021-22 | Liga de Campeones de la UEFA 2021-22 | Liga de Campeones de la UEFA 2021-22 |                                      |
| Primera Ronda Previa | Primera Ronda Previa                 | Lincoln Red Imps                     | 7 – 2                                | Fola Esch                            | 2 – 2                                | 5 – 0                                |                                      |
| Segunda ronda previa | Segunda ronda previa                 | Lincoln Red Imps                     | 1 – 4                                | CFR Cluj                             | 1 – 2                                | 0 – 2                                |                                      |
| 7 | Liga de Campeones de la UEFA 2022-23 | Liga de Campeones de la UEFA 2022-23 | Liga de Campeones de la UEFA 2022-23 | Liga de Campeones de la UEFA 2022-23 | Liga de Campeones de la UEFA 2022-23 | Liga de Campeones de la UEFA 2022-23 | Liga de Campeones de la UEFA 2022-23 |
| Primera Ronda Previa | Primera Ronda Previa                 | Lincoln Red Imps                     | 2 – 3                                | KF Shkupi                            | 0 - 3                                | 2 - 0                                |                                      |

### Liga Europa de la UEFA
Lincoln Red Imps debutó en la Liga Europa en la temporada 2017-18, luego de haber participado en las tres temporadas anteriores de la Liga de Campeones.
| Club             | PJ | PG | PE | PP | GF | GC | DG  | Pts. |
| ---------------- | -- | -- | -- | -- | -- | -- | --- | ---- |
| Lincoln Red Imps | 11 | 2  | 3  | 6  | 11 | 22 | –11 | 9    |

| \| N.° \| Ronda \| Equipo 1 \| Global \| Equipo 2 \| Ida \| Vuelta \| \| ---------------------------- \| ------------------------------ \| ------------------------------ \| ------------------------------ \| ------------------------------ \| ------------------------------ \| ------------------------------ \| \| \| \| \| \| \| \| \| \| 1 \| Liga Europa de la UEFA 2017-18 \| Liga Europa de la UEFA 2017-18 \| Liga Europa de la UEFA 2017-18 \| Liga Europa de la UEFA 2017-18 \| Liga Europa de la UEFA 2017-18 \| Liga Europa de la UEFA 2017-18 \| \| Primera ronda previa[36][37] \| Primera ronda previa[36][37] \| Lincoln Red Imps \| 1 – 6 \| AEK Larnaca \| 0 – 5 \| 1 – 1 \| \| 2 \| Liga Europa de la UEFA 2018-19 \| Liga Europa de la UEFA 2018-19 \| Liga Europa de la UEFA 2018-19 \| Liga Europa de la UEFA 2018-19 \| Liga Europa de la UEFA 2018-19 \| Liga Europa de la UEFA 2018-19 \| \| Segunda ronda previa \| Segunda ronda previa \| Lincoln Red Imps \| 2 – 3 \| The New Saints \| 1 - 1 \| 1 – 2 \| \| 3 \| Liga Europa de la UEFA 2019-20 \| Liga Europa de la UEFA 2019-20 \| Liga Europa de la UEFA 2019-20 \| Liga Europa de la UEFA 2019-20 \| Liga Europa de la UEFA 2019-20 \| Liga Europa de la UEFA 2019-20 \| \| Segunda ronda previa \| Segunda ronda previa \| Lincoln Red Imps \| 1 – 4 \| Ararat-Armenia \| 0 – 2 \| 1 – 2 \| \| 4 \| Liga Europa de la UEFA 2020-21 \| Liga Europa de la UEFA 2020-21 \| Liga Europa de la UEFA 2020-21 \| Liga Europa de la UEFA 2020-21 \| Liga Europa de la UEFA 2020-21 \| Liga Europa de la UEFA 2020-21 \| \| Ronda Preliminar \| Ronda Preliminar \| Lincoln Red Imps \| 3 – 0 \| Pristina \| n/a \| n/a \| \| Primera ronda \| Primera ronda \| Lincoln Red Imps \| 2 – 0 \| Pétange \| n/a \| n/a \| \| Segunda ronda \| Segunda ronda \| Lincoln Red Imps \| 0 – 5 \| Rangers \| n/a \| n/a \| \| 5 \| Liga Europa de la UEFA 2021-22 \| Liga Europa de la UEFA 2021-22 \| Liga Europa de la UEFA 2021-22 \| Liga Europa de la UEFA 2021-22 \| Liga Europa de la UEFA 2021-22 \| Liga Europa de la UEFA 2021-22 \| \| Tercera ronda \| Tercera ronda \| Lincoln Red Imps \| 2 – 4 \| Slovan Bratislava \| 1 – 3 \| 1 – 1 \| |                                |                                |                                |                                |                                |                                |
| N.° | Ronda                          | Equipo 1                       | Global                         | Equipo 2                       | Ida                            | Vuelta                         |
| |                                |                                |                                |                                |                                |                                |
| 1 | Liga Europa de la UEFA 2017-18 | Liga Europa de la UEFA 2017-18 | Liga Europa de la UEFA 2017-18 | Liga Europa de la UEFA 2017-18 | Liga Europa de la UEFA 2017-18 | Liga Europa de la UEFA 2017-18 |
| Primera ronda previa | Primera ronda previa           | Lincoln Red Imps               | 1 – 6                          | AEK Larnaca                    | 0 – 5                          | 1 – 1                          |
| 2 | Liga Europa de la UEFA 2018-19 | Liga Europa de la UEFA 2018-19 | Liga Europa de la UEFA 2018-19 | Liga Europa de la UEFA 2018-19 | Liga Europa de la UEFA 2018-19 | Liga Europa de la UEFA 2018-19 |
| Segunda ronda previa | Segunda ronda previa           | Lincoln Red Imps               | 2 – 3                          | The New Saints                 | 1 - 1                          | 1 – 2                          |
| 3 | Liga Europa de la UEFA 2019-20 | Liga Europa de la UEFA 2019-20 | Liga Europa de la UEFA 2019-20 | Liga Europa de la UEFA 2019-20 | Liga Europa de la UEFA 2019-20 | Liga Europa de la UEFA 2019-20 |
| Segunda ronda previa | Segunda ronda previa           | Lincoln Red Imps               | 1 – 4                          | Ararat-Armenia                 | 0 – 2                          | 1 – 2                          |
| 4 | Liga Europa de la UEFA 2020-21 | Liga Europa de la UEFA 2020-21 | Liga Europa de la UEFA 2020-21 | Liga Europa de la UEFA 2020-21 | Liga Europa de la UEFA 2020-21 | Liga Europa de la UEFA 2020-21 |
| Ronda Preliminar | Ronda Preliminar               | Lincoln Red Imps               | 3 – 0                          | Pristina                       | n/a                            | n/a                            |
| Primera ronda | Primera ronda                  | Lincoln Red Imps               | 2 – 0                          | Pétange                        | n/a                            | n/a                            |
| Segunda ronda | Segunda ronda                  | Lincoln Red Imps               | 0 – 5                          | Rangers                        | n/a                            | n/a                            |
| 5 | Liga Europa de la UEFA 2021-22 | Liga Europa de la UEFA 2021-22 | Liga Europa de la UEFA 2021-22 | Liga Europa de la UEFA 2021-22 | Liga Europa de la UEFA 2021-22 | Liga Europa de la UEFA 2021-22 |
| Tercera ronda | Tercera ronda                  | Lincoln Red Imps               | 2 – 4                          | Slovan Bratislava              | 1 – 3                          | 1 – 1                          |

### Liga Europa Conferencia de la UEFA
| Club             | PJ | PG | PE | PP | GF | GC | DG  | Pts. |
| ---------------- | -- | -- | -- | -- | -- | -- | --- | ---- |
| Lincoln Red Imps | 10 | 1  | 1  | 8  | 6  | 22 | -15 | 4    |

| \| N.° \| Ronda \| Equipo 1 \| Global \| Equipo 2 \| Ida \| Vuelta \| \| ---------------------------- \| ------------------------------------------ \| ------------------------------------------ \| ------------------------------------------ \| ------------------------------------------ \| ------------------------------------------ \| ------------------------------------------ \| \| \| \| \| \| \| \| \| \| 1 \| Liga Europa Conferencia de la UEFA 2021-22 \| Liga Europa Conferencia de la UEFA 2021-22 \| Liga Europa Conferencia de la UEFA 2021-22 \| Liga Europa Conferencia de la UEFA 2021-22 \| Liga Europa Conferencia de la UEFA 2021-22 \| Liga Europa Conferencia de la UEFA 2021-22 \| \| Cuarta ronda clasificatoria \| Cuarta ronda clasificatoria \| Lincoln Red Imps \| 4 – 2 \| Riga \| 1 – 1 \| 3 – 1 \| \| Grupo F \| Grupo F \| Lincoln Red Imps \| 4° lugar \| PAOK \| 0 – 2 \| 0 – 2 \| \| Grupo F \| Grupo F \| Lincoln Red Imps \| 4° lugar \| Copenhague \| 1 – 3 \| 0 – 4 \| \| Grupo F \| Grupo F \| Lincoln Red Imps \| 4° lugar \| Slovan Bratislava \| 0 – 2 \| 1 – 4 \| \| \| \| \| \| \| \| \| \| 1 \| Liga Europa Conferencia de la UEFA 2022-23 \| Liga Europa Conferencia de la UEFA 2022-23 \| Liga Europa Conferencia de la UEFA 2022-23 \| Liga Europa Conferencia de la UEFA 2022-23 \| Liga Europa Conferencia de la UEFA 2022-23 \| Liga Europa Conferencia de la UEFA 2022-23 \| \| Segunda ronda clasificatoria \| Segunda ronda clasificatoria \| Lincoln Red Imps \| 0 – 3 \| Tobol \| 0 - 2 \| 0 – 1 \| |                                            |                                            |                                            |                                            |                                            |                                            |
| N.° | Ronda                                      | Equipo 1                                   | Global                                     | Equipo 2                                   | Ida                                        | Vuelta                                     |
| |                                            |                                            |                                            |                                            |                                            |                                            |
| 1 | Liga Europa Conferencia de la UEFA 2021-22 | Liga Europa Conferencia de la UEFA 2021-22 | Liga Europa Conferencia de la UEFA 2021-22 | Liga Europa Conferencia de la UEFA 2021-22 | Liga Europa Conferencia de la UEFA 2021-22 | Liga Europa Conferencia de la UEFA 2021-22 |
| Cuarta ronda clasificatoria | Cuarta ronda clasificatoria                | Lincoln Red Imps                           | 4 – 2                                      | Riga                                       | 1 – 1                                      | 3 – 1                                      |
| Grupo F | Grupo F                                    | Lincoln Red Imps                           | 4° lugar                                   | PAOK                                       | 0 – 2                                      | 0 – 2                                      |
| Grupo F | Grupo F                                    | Lincoln Red Imps                           | 4° lugar                                   | Copenhague                                 | 1 – 3                                      | 0 – 4                                      |
| Grupo F | Grupo F                                    | Lincoln Red Imps                           | 4° lugar                                   | Slovan Bratislava                          | 0 – 2                                      | 1 – 4                                      |
| |                                            |                                            |                                            |                                            |                                            |                                            |
| 1 | Liga Europa Conferencia de la UEFA 2022-23 | Liga Europa Conferencia de la UEFA 2022-23 | Liga Europa Conferencia de la UEFA 2022-23 | Liga Europa Conferencia de la UEFA 2022-23 | Liga Europa Conferencia de la UEFA 2022-23 | Liga Europa Conferencia de la UEFA 2022-23 |
| Segunda ronda clasificatoria | Segunda ronda clasificatoria               | Lincoln Red Imps                           | 0 – 3                                      | Tobol                                      | 0 - 2                                      | 0 – 1                                      |

### Goleadores en torneos internacionales
| Pos. | Jugador                  | Goles en Liga de Campeones | Goles en Liga Europa | Total |
| ---- | ------------------------ | -------------------------- | -------------------- | ----- |
| 1    | Joseph Chipolina         | 3                          | 0                    | 3     |
| 2    | Lee Casciaro             | 2                          | 0                    | 2     |
| 3    | Anthony Barddon          | 1                          | 1                    | 2     |
| 4    | Antonio Calderón Vallejo | 1                          | 0                    | 1     |
| 4    | John Paul-Duarte         | 1                          | 0                    | 1     |
| 4    | George Cabrera           | 1                          | 0                    | 1     |

#### Goles en torneos internacionales
| \| Fecha \| Torneo \| Jugador \| Min. \| Resultado parcial \| Rival \| Resultado final \| \| ------------------------------------------------ \| ------------------------------------------------------------------- \| ---------------- \| ---- \| ----------------- \| --------------- \| --------------- \| \| 2 de julio de 2014, Estadio Victoria, Gibraltar. \| Liga de Campeones de la UEFA 2014-15 (primera ronda previa. ida) \| Joseph Chipolina \| 18' \| 1 – 0 \| HB Tórshavn \| 1 – 1 \| \| 8 de julio de 2014, \| Liga de Campeones de la UEFA 2014-15 (primera ronda previa, vuelta) \| George Cabrera \| 50' \| 3 – 1 \| HB Tórshavn \| 5 – 2 \| \| 8 de julio de 2014, \| Liga de Campeones de la UEFA 2014-15 (primera ronda previa, vuelta) \| John Paul-Duarte \| 77' \| 3 – 2 \| HB Tórshavn \| 5 – 2 \| \| 7 de julio de 2015 \| Liga de Campeones de la UEFA 2015-16 (primera ronda previa, vuelta) \| Anthony Barddon \| 48' \| 1 – 1 \| Santa Coloma \| 2 – 1 \| \| 7 de julio de 2015 \| Liga de Campeones de la UEFA 2015-16 (primera ronda previa, vuelta) \| Lee Casciaro \| 64' \| 2 – 1 \| Santa Coloma \| 2 – 1 \| \| 28 de junio de 2016 \| Liga de Campeones de la UEFA 2016-17 (primera ronda previa, ida) \| Joseph Chipolina \| 57' \| 2 – 1 \| Levadia Tallinn \| 2 – 1 \| \| 6 de julio de 2016 \| Liga de Campeones de la UEFA 2016-17 (primera ronda previa, vuelta) \| Joseph Chipolina \| 15' \| 1 – 0 \| Levadia Tallinn \| 2 – 0 \| \| 6 de julio de 2016 \| Liga de Campeones de la UEFA 2016-17 (primera ronda previa, vuelta) \| Antonio Calderón \| 79' \| 2 – 0 \| Levadia Tallinn \| 2 – 0 \| \| 12 de julio de 2016 \| Liga de Campeones de la UEFA 2016-17 (segunda ronda previa, ida) \| Lee Casciaro \| 48' \| 1 – 0 \| Celtic \| 1 – 0 \| \| 6 de julio de 2017 \| Liga Europa de la UEFA 2017-18 (primera ronda previa, vuelta) \| Anthony Barddon \| 42' \| 1 – 0 \| AEK Larnaca \| 1 – 1 \| |                                                                     |                  |      |                   |                 |                 |
| Fecha | Torneo                                                              | Jugador          | Min. | Resultado parcial | Rival           | Resultado final |
| 2 de julio de 2014, Estadio Victoria, Gibraltar. | Liga de Campeones de la UEFA 2014-15 (primera ronda previa. ida)    | Joseph Chipolina | 18'  | 1 – 0             | HB Tórshavn     | 1 – 1           |
| 8 de julio de 2014, | Liga de Campeones de la UEFA 2014-15 (primera ronda previa, vuelta) | George Cabrera   | 50'  | 3 – 1             | HB Tórshavn     | 5 – 2           |
| 8 de julio de 2014, | Liga de Campeones de la UEFA 2014-15 (primera ronda previa, vuelta) | John Paul-Duarte | 77'  | 3 – 2             | HB Tórshavn     | 5 – 2           |
| 7 de julio de 2015 | Liga de Campeones de la UEFA 2015-16 (primera ronda previa, vuelta) | Anthony Barddon  | 48'  | 1 – 1             | Santa Coloma    | 2 – 1           |
| 7 de julio de 2015 | Liga de Campeones de la UEFA 2015-16 (primera ronda previa, vuelta) | Lee Casciaro     | 64'  | 2 – 1             | Santa Coloma    | 2 – 1           |
| 28 de junio de 2016 | Liga de Campeones de la UEFA 2016-17 (primera ronda previa, ida)    | Joseph Chipolina | 57'  | 2 – 1             | Levadia Tallinn | 2 – 1           |
| 6 de julio de 2016 | Liga de Campeones de la UEFA 2016-17 (primera ronda previa, vuelta) | Joseph Chipolina | 15'  | 1 – 0             | Levadia Tallinn | 2 – 0           |
| 6 de julio de 2016 | Liga de Campeones de la UEFA 2016-17 (primera ronda previa, vuelta) | Antonio Calderón | 79'  | 2 – 0             | Levadia Tallinn | 2 – 0           |
| 12 de julio de 2016 | Liga de Campeones de la UEFA 2016-17 (segunda ronda previa, ida)    | Lee Casciaro     | 48'  | 1 – 0             | Celtic          | 1 – 0           |
| 6 de julio de 2017 | Liga Europa de la UEFA 2017-18 (primera ronda previa, vuelta)       | Anthony Barddon  | 42'  | 1 – 0             | AEK Larnaca     | 1 – 1           |

## Resumen general de las temporadas
| Temporada | Primera División     | Rock Cup (copa)      | Copa Pepe Reyes (supercopa) | Liga de Campeones de la UEFA | Liga Europa de la UEFA       | Liga Europa Conferencia de la UEFA |
| --------- | -------------------- | -------------------- | --------------------------- | ---------------------------- | ---------------------------- | ---------------------------------- |
| 2013-14   | Campeón              | Campeón              | Subcampeón                  |                              |                              |                                    |
| 2014-15   | Campeón              | Campeón              | Campeón                     | Primera Ronda Previa         |                              |                                    |
| 2015-16   | Campeón              | Campeón              | Campeón                     | Segunda Ronda Previa         |                              |                                    |
| 2016-17   | 2.° lugar            | Subcampeón           | Subcampeón                  | Segunda Ronda Previa         |                              |                                    |
| 2017-18   | Campeón              | Semifinalista        | Campeón                     |                              | Primera ronda previa         |                                    |
| 2018-19   | Campeón              | Octavos de final     | Subcampeón                  | Ronda Preliminar             | Segunda ronda previa         |                                    |
| 2019-20   | Temporada abandonada | Temporada abandonada | Subcampeón                  | Ronda Preliminar             | Segunda ronda previa         |                                    |
| 2020-21   | Campeón              | Campeón              | no se disputó               |                              | Segunda ronda clasificatoria |                                    |
| 2021-22   | Campeón              | Campeón              | Subcampeón                  | Segunda Ronda Previa         | Tercera ronda clasificatoria | Grupo (4° lugar)                   |
| 2022-23   | ?                    | ?                    | ?                           | Primera Ronda Previa         |                              | Segunda Ronda Clasificatoria       |

## Presidentes y entrenadores
| Presidente     | Inicio | Fin        |
| -------------- | ------ | ---------- |
| Charles Polson | 1976   |            |
| Derek Alman    | 2013   | 2016       |
| Dylan Viagas   | 2017   | Actualidad |

| Entrenador              | Inicio                  | Fin                     |
| ----------------------- | ----------------------- | ----------------------- |
| Charles Head            | 1984                    | 1994                    |
| Mick McElwee            | 2004                    | 2014                    |
| Raúl Procopio           | 21 de julio de 2014     | 22 de marzo de 2016     |
| Mick McElwee (interino) | 22 de marzo de 2016     | 10 de abril de 2016     |
| Julio Ribas             | 10 de abril de 2016     | 9 de abril de 2018      |
| Yiyi Pérez              | Abril de 2018           | 7 de noviembre de 2018  |
| Manuel Núñez            | 8 de noviembre de 2018  | Diciembre de 2018       |
| Víctor Afonso           | 13 de diciembre de 2018 | 19 de diciembre de 2019 |
| Germán Crespo Sánchez   | 4 de enero de 2020      | 20 de mayo de 2020      |
| William                 | 28 de mayo de 2020      | 5 de octubre de 2020    |
| Mike McElwee            | 5 de octubre de 2020    | 9 de mayo de 2022       |
| Raúl Castillo           | 20 de mayo de 2022      | enero de 2023           |
| Javier Muñoz            | enero de 2023           | actualidad              |

## Auspiciadores y proveedores
| Auspiciador principal | Inicio | Fin        |
| --------------------- | ------ | ---------- |
| GIB.                  | 2015   | 2016       |
| U-mee.                | 2016   | 2017       |
| Mansion.com.          | 2017   | Actualidad |

| Proveedor | Inicio | Fin        |
| --------- | ------ | ---------- |
| Joma      | 2015   | Actualidad |

## Palmarés

### Torneos nacionales (79)
| Torneo                      | Títulos | Años en los que fue campeón |
| --------------------------- | ------- | --- |
| Primera División            | 29      | 1985, 1986, 1990, 1991, 1992, 1993, 1994, 2001, 2003, 2004, 2005, 2006, 2007, 2008, 2009, 2010, 2011, 2012, 2013, 2014, 2015, 2016, 2018, 2019, 2021, 2022, 2023, 2024, 2025 |
| Rock Cup (copa)             | 20      | 1986, 1989, 1990, 1993, 1994, 2002, 2004, 2005, 2006, 2007, 2008, 2009, 2010, 2011, 2014, 2015, 2016, 2021, 2022, 2024                                                       |
| Copa Pepe Reyes (Supercopa) | 12      | 2001, 2002, 2004, 2007, 2008, 2009, 2010, 2011, 2014, 2015, 2017, 2022 |
| Copa de la Primera División | 18      | 1987, 1988, 1989, 1990, 1991, 1992, 1993, 2000, 2002, 2003, 2004, 2005, 2006, 2007, 2008, 2011, 2012, 2014                                                                   |

## Goleadores por temporada en Primera División
A continuación se muestra una lista con los máximos goleadores por temporada en la Primera División de Gibraltar.
| Temporada | Jugador          | Goles |
| --------- | ---------------- | ----- |
| 2013-14   | John Paul-Duarte | 15    |
| 2014-15   | Lee Casciaro     | 20    |
| 2015-16   | George Cabrera   | 24    |
| 2016-17   | Joseph Chipolina | 17    |
| 2017-18   | Rafael Aranda    | 12    |
| 2018-19   | Joseph Chipolina | 11    |

## Otras secciones

### Red Imps Football Club
Red Imps Football Club Fue la filial del primer equipo que jugó en la Segunda División de Gibraltar hasta la temporada 2015-16 donde quedó 6°, esa fue su última temporada pues la filial fue eliminada al año siguiente.

### Lincoln Red Imps Reserves
| Temporada | Gibraltar Reserves League |
| --------- | ------------------------- |
| 2016-17   | 2.° lugar                 |
| 2017-18   |                           |

### Fútbol sala

#### Red Imps Lek Bankog
| Temporada | División 3 | Futsal Rock Cup |
| --------- | ---------- | --------------- |
| 2015-16   | 7.° lugar  | Segunda ronda   |
| 2016-17   | 7.° lugar  | Primera ronda   |
| 2017-18   |            |                 |

#### Lincoln Futsal Club
Jugó en la División 1 2015-16 donde terminó 7.°, sin embargo fue desarticulado para la temporada 2016-17.

### Fútbol femenino

#### Lincoln Red Imps Ladies
| Temporada | Women's League | Women's Rock Cup |
| --------- | -------------- | ---------------- |
| 2015-16   | 2.° lugar      | Campeón          |
| 2016-17   | Campeón.       | Campeón.         |
| 2017-18   |                |                  |